# تقلص الأطوال
تقلص الأطوال في الفيزياء (بالإنجليزية:length contraction) هو مفهوم أسسه الفيزيائي الهولندي هندريك أنتون لورنتس فيما يسمى تحويلات لورينتز، وهي معادلات رياضية بحته تأخذ نسبة سرعة جسم إلى سرعة الضوء في الحسبان. بعد ذلك قام أينشتاين بتطبيق تلك المعادلات في النظريه النسبيه الخاصة، وحصل بواسطتها على عدة استنتاجات هامة بالنسبة لتغير الأطوال وتغير الزمن وتغير الكتلة عندما تقترب السرعة من سرعة الضوء. فانه عندما تقترب سرعه الأشياء من سرعة الضوء فإن طولها يظل يتناقص إلى ان يصل إلى الصفر، أي أن طول الجسم الموازي لاتجاه الحركة يتناقص. ونعرف أن الفوتون يتحرك بسرعة الضوء وكتلته صفرية. افترض لورنتز في ذلك الوقت أن سرعة الضوء في الفراغ ثابتة
لا تتغير، وأنها تمثل حدا أقصى لسرعة انتقال الأجسام أو الطاقة. ثم جاء أينشتاين وصاغ تلك الخاصية للضوء في النظرية النسبية الخاصة عام 1905 , وأصبحت أحد الحقائق الطبيعية، فقد ثبتت تنبؤات النظرية النسبية بالتجربة العملية.

## الصيغة الرياضية
إذا تحرك جسم وكانت سرعته v وطوله L o وشاهدناه من على الأرض فإننا نراه يقصر إلى الطول L :
{\displaystyle L=L_{0}\cdot {\sqrt {1-{\frac {v^{2}}{c^{2}}}}}}
حيث
L o هو طول الجسم في حالة السكون.
L هو الطول الظاهر للراصد.
{\displaystyle v\,} هي السرعة النسبية بين الراصد والجسم المتحرك.
{\displaystyle c\,} هي سرعة الضوء،
ويعرف معامل لورنتز على أنه
{\displaystyle \gamma (v)\equiv {\frac {1}{\sqrt {1-v^{2}/c^{2}}}}\ }.
ويتبين من المعادلة أنه كلما اقتربت سرعة الجسم v من سرعة الضوء كلما انكمش طوله (في اتجاه الحركة) أما عرضه وارتفاعه وهما عموديان على اتجاه الحركة فيبقيان ثابتين.
تستنتج من تلك الخاصية عدة استنتاجات غريبة تختص بسرعة الأجسام عند اقترابها من سرعة الضوء (أنظر إبطاء زمني). كل تلك الخصائص تنبع من النظرية النسبية الخاصة لأينشتاين التي صاغها عام 1905 وكان في الخامسة والعشرين من عمره. خواص أخرى تأتي بها النظرية النسبية وهي تباطؤ الزمن وزيادة كتلة الأجسام المتحركة.
تبلغ سرعة الضوء في الفراغ 300,000 كيلومتر في الثانية، وفي حياتنا اليوية لا تواجهنا سرعات كبيرة كهذه إلا في المعامل العلمية ومعجلات الجسيمات لذلك لا نلاحظ تلك التأثيرات النسبية فسرعة أسرع صاروخ صنعناه حتى الآن لا تزيد سرعته عن نحو 30,000 كيلومتر في الساعة وهذه سرعة بطيئة جدا جدا بمقارنتها بسرعة الضوء.

## تأريخ
أشار إلى تقلص الأطوال الفيزيائي جورج فيتزجيرالد عام 1889 بطريقة عامة كوسيلة لتفسير النتيجة السلبية لتجربة ميكلسون ومورلي. وصاغها العالم الهولندي هندريك لورنتز عام 1892 صياغة رياضية، في محاولة لانقاذ تخمين علماء ذلك الحين عن وجود ما يسمى «أثير» كوسط يمكن انتقال الضوء في الفضاء.
ظلت النتيجة السلبية لتجربة ميكلسون والتي تشير إلى عدم وجود مثل ذلك الوسط المسمى بالأثير محيرة للعلماء حتى بداية القرن العشرين، إذ لم تعرف الكيفية التي ينتشر بها الضوء والموجات الكهرومغناطيسية، إذ كان النموذج الذي يعرفوه هو أن انتشار الصوت يتم في وسط مثل الهواء أو الماء أو أي مادة أخرى.
ثم جاء أينشتاين عام 1905 الذي قام بصياغة جديدة لمفهومي المكان والزمن من دون الاحتياج إلى افتراض «أثيرا» يقوم كوسط لانتقال أشعة الضوء، ونجح في صياغة النظرية النسبية الخاصة. وتقوم النظرية النسبية على مبدأ نسبية حركة وثبات سرعة الضوء، وهي تتضمن تفسيرا واضحا لتقلص الاطوال التي صاغها لورينتز. وقام بعد ذلك هيرمان مينكوفسكي وأضاف إليها هندسة توضح تأثيرات النظرية النسبية فيما يسمى زمكان.

## توضيح
تنص المعادلة على ان يكون التقلص فقط في اتجاه حركة الجسم، وأن سرعة الضوء هي السرعة القصوى لجميع الأشياء والموجات:
{\displaystyle L=L_{0}\cdot {\sqrt {1-{\frac {v^{2}}{c^{2}}}}}.}
فلنتصور قطار يتحرك بالنسبة إلى محطة بسرعة ثابتة قدرها {\displaystyle v=0{,}8c}.(المحطة تعتبر في الإطار المرجعي العطالي S, والقطار يعتبر في سكون في الإطار المرجعي العطالي S'). في القطار توجد كرة في حالة سكون قطرها {\displaystyle L_{0}^{'}=30\ \mathrm {cm} }. من وجهة نظر المحطة
S, تتحرك الكرة، ونستطيع حساب تقلص طولها {\displaystyle L} بواسطة المعادلة:
{\displaystyle L=L_{0}^{'}\cdot {\sqrt {1-{\frac {v^{2}}{c^{2}}}}}=18\ \mathrm {cm} .}
والأن تلقى الكرة من نافذة القطار إلى المحطة فتصبح الكرة في حالة سكون بالنسبة للمحطة، وعندما يقوم الواقف على المحطة بقياس قطرها فيجده
{\displaystyle L_{0}=30\ \mathrm {cm} } (قطر الكرة قد كبر)، في حين يري راكب القطار الكرة على رصيف المحطة وأنها تتحرك بالنسبة له فيقيسها ويجدها قد تقلصت:
{\displaystyle L'=L_{0}\cdot {\sqrt {1-{\frac {v^{2}}{c^{2}}}}}=18\ \mathrm {cm} .}
وكما يملي مبدأ النسبية يجب أن تتماثل القوانين الطبيعية في جميع «المختبرات» (الإطارات المرجعية العطالية). فنجد أن تقلص طول الكرة تناظري في المرجعين: الكرة في حالة سكون في القطار فيظهر فيها وطوله ساكن ويظهر للواقف على رصيف المحطة متقلصة. وعندما تصبح الكرة على رصيف المحطة (في سكون) فيقيسها الواقف على المحطة بطولها الساكن، ويراها راكب القطار متقلصة، في اتجاه حركة القطار.

## استنباط معادلة تقلص الأطوال
يمكن استنباط تقلص لورينتز من تحويل لورينتز بطريقة سهلة كما يبنها ماكس بورن وألبرت أينشتاين كالآتي:

.
في الإطار المرجعي العطالي S' تمثل {\displaystyle x_{1}^{'}} و{\displaystyle x_{2}^{'}} نقطتي أطراف الجسم الساكن في هذا الإطار، وطول الجسم الساكن
{\displaystyle L_{0}^{'}}.
وترتبط تلك الإحداثيات في S' بالإحداثيات في S بواسطة تحويل لورينتز كالآتي:
{\displaystyle x_{1}^{'}={\frac {x_{1}-vt_{1}}{\sqrt {1-{\frac {v^{2}}{c^{2}}}}}}}    and    {\displaystyle x_{2}^{'}={\frac {x_{2}-vt_{2}}{\sqrt {1-{\frac {v^{2}}{c^{2}}}}}}.}
ونظرا لأن الجسم يرى من وجهة نظر مشاهد في S متحركا فيقيسه ويجد طوله {\displaystyle L} عن طريق تعيين طرفيه في نفس الوقت. أي تكون
{\displaystyle t_{1}=t_{2}\ }.
وحيث أن:
{\displaystyle L=x_{2}-x_{1}\ } وبالتالي {\displaystyle L_{0}^{'}=x_{2}^{'}-x_{1}^{'}} نحصل على:
(1)..... {\displaystyle L_{0}^{'}={\frac {L}{\sqrt {1-{\frac {v^{2}}{c^{2}}}}}}.}
وبذلك نحصل على تقلص الطول المقاس من S :
(2)...... {\displaystyle L=L_{0}^{'}\cdot {\sqrt {1-{\frac {v^{2}}{c^{2}}}}}.}
وطبقا لما يقوله «مبدأ نسبية» يحدث العكس للجسم الساكن في S من وجهة نظر المشاهد في S' فهو يراه متقلصا. ويعطينا تحويل لورينتز في تلك الحالة:
{\displaystyle x_{1}={\frac {x_{1}^{'}+vt_{1}^{'}}{\sqrt {1-{\frac {v^{2}}{c^{2}}}}}}}     und    {\displaystyle x_{2}={\frac {x_{2}^{'}+vt_{2}^{'}}{\sqrt {1-{\frac {v^{2}}{c^{2}}}}}}.}
وبواسطة شرط التزامن {\displaystyle t_{1}^{'}=t_{2}^{'}\ }
وبالتعويض عن:
{\displaystyle L_{0}=x_{2}-x_{1}\ } و {\displaystyle L^{'}=x_{2}^{'}-x_{1}^{'}} ، نحصل على:
(3)...... {\displaystyle L_{0}={\frac {L^{'}}{\sqrt {1-{\frac {v^{2}}{c^{2}}}}}}.}
أي أن تقلص الطول المقاس من S' يبلغ:
(4)...... {\displaystyle L^{'}=L_{0}\cdot {\sqrt {1-{\frac {v^{2}}{c^{2}}}}}.}
من (1)و (3) نحصل على الطول الساكن، عندما يكون التقلص معلوما
ومن (2) و (4) نحصل على تقلص الطول عندما يكون طول السكون معروفا.

## مخطط مينكوفسكي

مخطط مينكوفسكي وتقلص الطول : في S تكون جميع الأحداث الموازية للمحور x آنية، وفي S' تكون جميع الأحداث الموازية للمحور x' أنية.

يعادل تحويل لورينتز هندسيا دوران زمكان ذو أربعة أبعاد، ويمكن بناء على ذلك بواسطة مخطط مينكوفسكي تعيين آثار تحويل لورينتز مثل تقلص الأطوال بطريقة سهلة.
فإذا كانت عصى ساكنة في S' فيوجد طرفيها عل المحور ct' وعلى المحور الموازي له. وفي S' نجد نقطتي الطرفين (موازية للمحور x') آنيا ممثلتين ب O و B , أي طول السكون OB. أما في S فتكون نقطتي الطرفين O و A آنيا (موازية للمحور x)، أي يكون تقلص الطول OA.
وإذا وجدت عصى ساكنة في S فيكون طرفيه على المحور ct ويكون المحور موازيا لها. ففي S يمثل الطرفين (موازيا للمحور x) بالنقطتين O و D ، أي لها طول سكون OD. أما في S' فيكون الطرفان الآنيان (موازيا للمحور x') وممثلة بالنقطتين O و C ، أي يبلغ تقلص طولها OC.

## وصلات خارجية

### روابط عربية(بالعربية)
- نبذ فرضية تقلص الأطوال النسبية في الإلكتروديناميك النسبي

### روابط إنجليزية(بالإنجليزية)
- شروح هوغ عن النسبية مقدمة جيدة عن النسبية للمستوى الجامعي.
- حاسبة النسبية لعمل حسابات هندسية في المسائل النسبية كما في جمع السرع. التطبيق يتطلب جافا وقد يستغرق عدة دقائق للتحميل إذا كان الاتصال بطيئا.
- السياق التاريخ للنسبية: اكتشاف النسبية الخاصة كان أمرا حتميا إذا ما أخذت الاكتشافات التي سبقته بعين الاعتبار.
- لا شيء سوى النسبية فهنالك عدة طرق لاشتقاق تحويلات لورينتز من دون استخدام فرضية أينشتاين عن ثبوت الضوء. الأسلوب المتبع في هذه الورقة يعيد صياغة أسلوب معروف وبسيط.
- تأملات في النسبية كتاب إلكتروني كامل عن النسبية مع قائمة مطولة بالمراجع.
- محاضرات عن النسبية الخاصة عبارة عن مقدمة تقليدية لموضع النسبية الخاصة يحتوي على أمثلة توضيحية بناء على رسومات ومخططات زمكانية من جامعة فيرجينيا التقنية.
- نظرية النسبية الخاصة بشكل مبسط أسلوب جديد لشرح المعنى النظري للنسبية الخاصة من وجهة نظر هندسية مبسطة.
- النسبية الخاصة نسخة محفوظة 28 أغسطس 2008 على موقع واي باك مشين. جامعة ستانفورد، هيلين كوين، 2003*قالب:غوتبرغ, تأليف: ألبرت أينشتاين
- بعيني أينشتاين الجامعة الوطنية الأسترالية. تأثيرات بصرية نسبية مشروحة بواسطة الصور والأفلام.
- أساسيات كريغ إيغان نسخة محفوظة 25 أبريل 2013 على موقع واي باك مشين.
- ضوء أينشتاين نسخة محفوظة 30 أبريل 2013 على موقع واي باك مشين. مقدمة غير تقنية فائزة بجائزة.
- أفكار منيرة نسخة محفوظة 24 أبريل 2011 على موقع واي باك مشين. رسوم متحركة فكاهية عن النسبية الخاصة لعامة الناس، يانيك ماهي، 2005
- محاكي راب للنسبية الخاصة برنامج حاسوبي يوضح تأثير السفر بسرعة قريبة من سرعة الضوء